# Aimo Kaarlo Cajander
Pour les articles homonymes, voir Cajander.
Aimo Kaarlo Cajander est un botaniste et homme d'État finlandais né le 4 avril 1879 à Uusikaupunki et mort le 21 janvier 1943 à Helsinki. Il est Premier ministre de son pays à trois reprises jusqu'à l'éclatement de la Guerre d'Hiver en 1939.

## Biographie
Il est professeur de foresterie de 1911 à 1934, directeur-général de l'administration finlandaise chargée des forêts de 1934 à 1943.
Il est par ailleurs Premier ministre en 1922, 1924 et de 1937 à 1939, membre de l'Eduskunta de 1929 à 1933 et président de son parti politique de 1933 à 1943.
Son nom est resté associé au style des uniformes que portaient les soldats finlandais durant la Guerre d'Hiver.
Il est le grand-père de Jaakko Kalela.

## Distinctions
- Commandeur grand-croix de l'ordre royal de l'Étoile polaire (1929)

## Liste partielle des publications
- Die Alluvionen des unteren Lena-Thales Band: 1 - 1903
- Beiträge zur Kenntniss der Vegetation der Alluvionen des nördlichen Eurasiens - 1903
- Studien über die Vegetation des Urwaldes am Lena-Fluß - 1904
- Die Alluvionen des Onega-Thales Band: 2 - 1905
- Beiträge zur Kenntniss der Vegetation der Alluvionen des nördlichen Eurasiens - 1908
- Die Alluvionen der Tornio- und Kemi-Thäler Band: 3 - 1909
- Der Anbau ausländischer Holzarten als forstliches und pflanzengeographisches Problem - 1923
- Forstlich-geographische Übersicht Finnlands - 1923
- Über das Verhältnis zwischen Waldzuwachs und Holzverbrauch in Finnland - 1923
- Über die Verteilung des fruchtbaren Bodens in Finnland und über den Einfluss dieser Verteilung auf die wirtschaftlichen Verhältnisse im Lande - 1923
- Was wird mit den Waldtypen bezweckt? - 1923
- Die forstliche Bedeutung der Waldtypen - 1926
- The Theory of forest types - 1926, 108 p., [(en) résumé et lien de téléchargement en pdf (page consultée le 19/02/2020)]
- Wesen und Bedeutung der Waldtypen - 1927
- Die Organisation der forstwissenschaftlichen Forschungsarbeit in Finnland - 1931
- Tieteellinen tutkimustyö sekä korkein opetis maatalouden ja metsätalouden alalla - 1931
- Le Comité national du fonds d'assistance pour la population civile de Finlande pendant la guerre entre la Finlande et l'Union soviétique, et après : conférence […] - 1940
- Forest types and their significance - 1949
- Der gegenseitige Kampf in der Pflanzenwelt - o. J.